# Pinus pinceana
Pinus pinceana ist eine Pflanzenart aus der Gattung der Kiefern (Pinus) innerhalb der Familie der Kieferngewächse (Pinaceae). Das natürliche Verbreitungsgebiet liegt im nordöstlichen Mexiko.

## Beschreibung

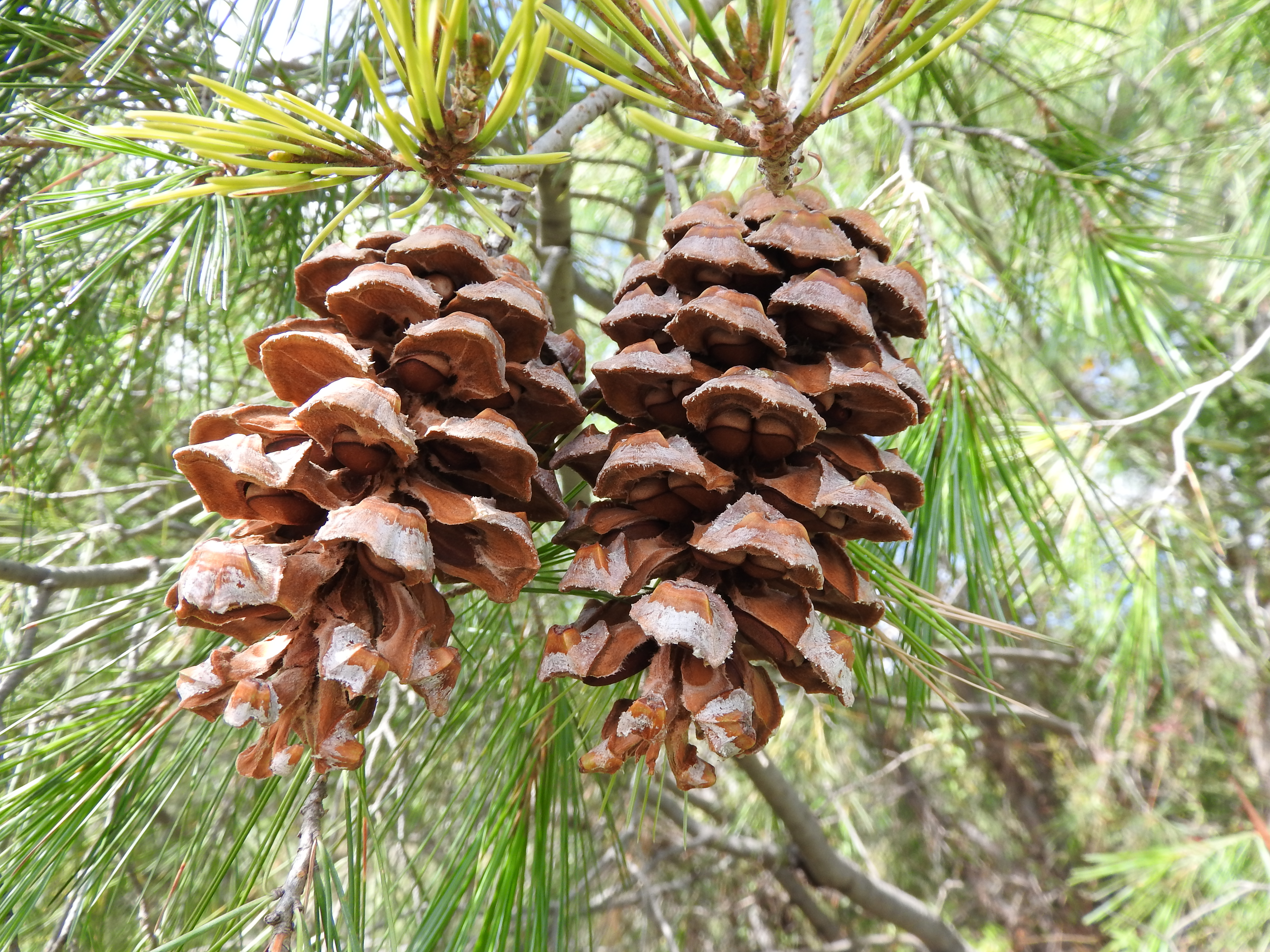
Offene, reife Zapfen mit Samen

### Erscheinungsbild
Pinus pinceana wächst als immergrüner Strauch oder kleiner Baum, der Wuchshöhen von 6 bis 10 oder selten bis zu 12 Metern erreicht. Der Stamm erreicht einen Brusthöhendurchmesser von 20 bis 30 Zentimetern. Er ist kurz, häufig schon knapp über dem Boden verzweigt, verdreht und gegabelt. Die Stammborke ist braungrau und blättert im unteren Bereich und an den niedrigsten Ästen in unregelmäßigen Platten ab. Die Äste sind aufsteigend oder ausgebreitet, Äste höherer Ordnung sind lang, dünn und biegsam, die Zweige hängend und bilden eine breite, unregelmäßige, offene Krone. Junge Triebe sind braungrau bis grau, dünn, biegsam, glatt und unbehaart.

### Knospen und Nadeln
Die Schuppenblätter sind 3 bis 4 Millimeter lang und hellbraun. Die vegetativen Knospen sind eiförmig-rundlich bis eiförmig-konisch, etwa 4 Millimeter lang und nicht harzig.
Die Nadeln wachsen meist zu dritt, selten zu viert in einer etwa 10 Millimeter langen Nadelscheide, die sich bald öffnet oder zusammenrollt und abfällt. Die Nadeln sind graugrün, gerade, steif, 5 bis 12 manchmal bis 14 Zentimeter lang und 0,8 bis 1,2 Millimeter breit, ganzrandig und spitz. Die adaxialen Seiten zeigen zwei bis vier selten fünf Spaltöffnungslinien. Es werden zwei große Harzkanäle gebildet. Die Nadeln bleiben zwei bis drei Jahre am Baum.

### Zapfen und Samen
Die Pollenzapfen sind rötlich bis gelblich und bei einer Länge von 8 bis 10 Millimetern sowie bei Durchmessern von 4 bis 5 Millimetern eiförmig-länglich.
Die Samenzapfen wachsen seitenständig, nicht an den äußersten Zweigen, einzeln oder selten in Paaren auf einem 1 bis 2 Zentimeter langen, dünnen, gebogenen und leicht brechenden Stiel. Die Samenzapfen sind bei einer Länge von 5 bis 10 Zentimetern eiförmig-länglich bis kurz zylindrisch, häufig unregelmäßig geformt und haben geöffnet Durchmesser von 3,5 bis 6, selten bis zu 7 Zentimetern. Die 30 bis 60 Samenschuppen öffnen sich meist nur wenig. Sie sind leicht beweglich, dick holzig und haben einen oder meist zwei becherförmige Einbuchtungen, welche die Samen enthalten. Die Apophyse ist glänzend rotbraun und zeigt manchmal konzentrische farbige Ringe oder radiale Streifen. Sie ist im Umriss rhombisch bis fünfeckig, deutlich erhöht, quer gekielt und hat einen winkeligen oder gewellten oberen Rand. Der Umbo liegt dorsal, ist etwa 5 Millimeter hoch, an der Spitze abgeflacht und mit einem kleinen Stachel bewehrt.
Die Samen sind bei einer Länge von 11 bis 14 Millimetern sowie bei Durchmessern von 7 bis 8 Millimetern eiförmig. Samenflügel fehlen, sobald sich die Samen von den Samenschuppen gelöst haben.

## Verbreitung, Standorte und Gefährdung

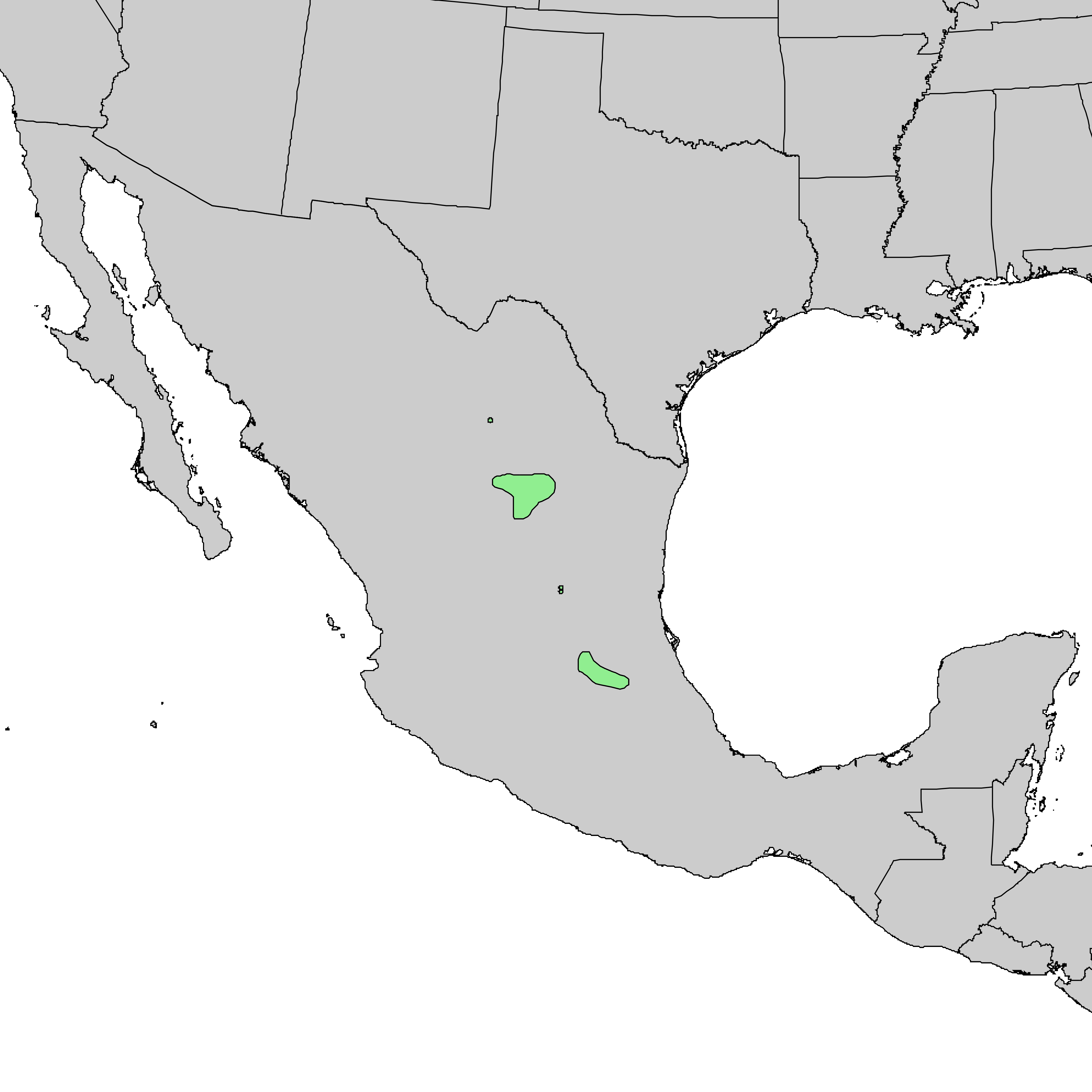
Verbreitungsgebiet

Das natürliche Verbreitungsgebiet von Pinus pinceana liegt in den nordöstlichen mexikanischen Bundesstaaten Coahuila, Hidalgo, Querétaro, San Luis Potosí, Nuevo León und Zacatecas. Es gibt drei Hauptareale, eines im Norden in Coahuila, Zacatecas sowie Nuevo León, eines im Süden in Hidalgo sowie Querétaro und eines dazwischen in San Luis Potosí. Die Populationen im nördlichen Teil unterscheiden sich genetisch von den Populationen in den anderen Teilen. Pinus pinceana wächst oft auf kalkhaltigen Hängen in Schluchten (Barrancas) in Höhenlagen von 1400 bis 2300 Metern in Gebirgen mit trockenem Klima. In Nuevo León gibt es auch Bestände in Höhen von 1100 bis 1700 Metern. Die jährliche Niederschlagsmenge beträgt 300 bis 600 Millimeter, wobei im südlichen Teil des Verbreitungsgebiets die höheren Werte zu finden sind. Der Niederschläge fallen zum größten Teil im Sommer. Das Verbreitungsgebiet kann wahrscheinlich der Winterhärtezone 8 zugerechnet werden mit mittleren jährlichen Minimaltemperaturen von −12,2 bis −6,7 °Celsius (10 bis 20 °Fahrenheit).
Pinus pinceana wächst meist weit verstreut. Man findet sie  manchmal zusammen mit Pinus cembroides, häufiger mit Juniperus flaccida, meist jedoch mit Hartlaubvegetation und laubabwerfenden Sträuchern wie beispielsweise Arten der Gattung Prosopis, der Mimosen (Mimosa), Karwinskia, Leucaena, der Schnurbäume (Sophora), der Eichen (Quercus), Cercocarpus, Gochnatia und Fouquieria und mit Arten der sukkulenten Gattungen der Palmlilien (Yucca), der Agaven (Agave) und der  Opuntien (Opuntia).
In der Roten Liste der IUCN wird Pinus pinceana als „nicht gefährdet“ (= „Least Concern“) eingestuft. Das Verbreitungsgebiet erstreckt sich über eine Länge von mehr als 750 Kilometern von Nord nach Süd und einem Gebiet (extent of occurence) von 20.000 Quadratkilometern. Aufgrund des unzusammenhängenden Verbreitungsgebiets und des verstreuten Auftretens findet man Bestände jedoch nur auf etwa 2000 Quadratkilometern (area of occupancy). Trotz einer möglichen Bedrohung durch die Verwendung des Holzes als Feuerholz gibt es kein klares Anzeichen eines Rückgangs der Bestände. Nur 8 % der Bestände liegen in geschützten Gebieten; die Bestände in Nuevo León liegen im Parque Nacional Cumbres de Monterrey.

## Systematik
Die Erstbeschreibung von Pinus pinceana erfolgte 1858 durch George Gordon und Robert Glendinning in The Pinetum: being a synopsis of all the coniferous plants at present known... London., Seite 204. Das Artepitheton pinceana ehrt Robert T. Pince (etwa 1804–1871), einen Gärtner aus Devon, der sich auf Fuchsien (Fuchsia) spezialisiert hat. Außer durch den Namen gibt es keine Verbindung zur Art. Ein Synonym für Pinus pinceana Gordon & Glend. ist Pinus latisquama Engelm.
Die Art Pinus pinceana gehört zur Untersektion Cembroides aus der Sektion Parrya in der Untergattung Strobus innerhalb der Gattung der Pinus.

## Verwendung
Pinus pinceana wird nicht wirtschaftlich genutzt. Die Samen sind essbar, jedoch sind die Baumexemplare selten, schwer zugänglich und bilden weniger Zapfen als beispielsweise Pinus cembroides. Außerhalb botanischer Gärten wird sie nicht kultiviert.